# Omophron solidum
Omophron solidum är en skalbaggsart som beskrevs av Thomas Casey. Omophron solidum ingår i släktet Omophron och familjen jordlöpare. Inga underarter finns listade i Catalogue of Life.